# Lonely Woman
Lonely Woman ist ein Jazzsong, den Ornette Coleman 1959 als Instrumentaltitel komponierte. Auf Veranlassung von John Lewis verfasste Margo Guryan 1961 einen Text.  Die Ballade entwickelte sich zu einem Jazzstandard.

## Aufbau und Struktur
Die Gliederung des in d-Moll gehaltenen Themas lehnt sich deutlich an die klassische Liedform AABA an. In der instrumentalen Originalversion, die auf Colemans Album The Shape of Jazz to Come 1959 eingespielt wurde, wird die bluesgetönte Melodie des A-Teils out of tempo vorgetragen; der B-Teil ist ein rhythmisches Riff. Allerdings ist kein Harmonie- und auch kein Taktgerüst vorgegeben.

## Wirkungsgeschichte
Die erste Version mit Text wurde 1961 von Sängerin Chris Connor mit den Bläsern Phil Woods, Oliver Nelson und Sol Schlinger eingespielt und auf ihrem Album Free Spirits (Atlantic 8061) veröffentlicht. Dazu wurde der B-Teil von Margo Guryan umkomponiert.
Bereits 1962 übernahm das Modern Jazz Quartet die Komposition als Titelstück eines ihrer Alben (Atlantic 1381), auf dem auch eine zweite Fremdkomposition enthalten war. Im selben Jahr nahm der Pianist des Modern Jazz Quartett, John Lewis, die Komposition auch in Europa mit Svend Asmussen auf (European Encounter, Atlantic 1392).
Diese wenigen „Aufnahmen haben genügt, um Lonely Woman zum Klassiker zu machen.“ Parallel zu weiteren Aufnahmen von Coleman (1972, mit Sängerin Asha Puthli) und seinem Umfeld (etwa der Band Old and New Dreams 1979, von Charlie Haden mit Don Cherry und Ed Blackwell 1989 oder von James Blood Ulmer 1996) wurde das Stück einerseits von der Avantgarde übernommen: Hier gibt es etwa Aufnahmen von Lester Bowie, Billy Bang, Ignaz Schick, Hugh Ragin und von Ran Blake (der das Stück schon 1963 auf der Europatournee mit Jeanne Lee im Programm hatte und mit ihr dekonstruierte). Karin Krog (1976) entwickelte es bereits zu einem freien Klagegesang. Diamanda Galas hat, ohne auf den vorhandenen Text zurückzugreifen, gleichfalls eine ergreifende Vokalversion geschaffen (La Serpenta Canta). 
Das Stück ist auch in konventionelleren Bahnen gut interpretiert worden. Hier sind die Vokalversionen von Freda Payne, 
Ingrid Sertso, Linda Sharrock, Radka Toneff (1981 Live in Hamburg), Tessa Souter, Esther Kaiser oder Lena Willemark hervorzuheben. Chris Connor nahm die Nummer auch mit Stan Kenton auf. Branford Marsalis interpretierte Lonely Woman über sechzehn Minuten durchgängig out of tempo. Das Stück wurde von zahlreichen weiteren Interpreten wie Stephen Scott/Kenny Garrett, Joshua Redman oder Marian McPartland eingespielt.
1990 nahm John Zorn mit seiner Band Naked City eine rockig rhythmisierte Version auf, in der die Hauptmelodie auf 18 Takte gedehnt ist. Bereits früher wurde das Stück jenseits der Jazzwelt aufgenommen: Amon Düül II interpretierte es auf dem Album Hijack (1974) mit eigenem Text „im Tanzschul-Latin-Rhythmus“ 1987 spielte das Kronos Quartet eine von Mel Graves arrangierte Version im 7/4-Takt ein.